# Aeroport d'Estocolm-Arlanda
L'Aeroport d'Estocolm-Arlanda (suec: Stockholm-Arlanda flygplats) (codi IATA: ARN, codi OACI: ESSA) és un aeroport internacional suec situat al municipi de Sigtuna del Comtat d'Estocolm, prop de la localitat de Märsta, uns 37 km al nord d'Estocolm i uns 40 km al sud-est d'Uppsala. És l'aeroport més gran de Suècia i el tercer més gran dels països nòrdics.
L'aeroport d'Estocolm-Arlanda és el més gran dels dos aeroports del comtat d'Estocolm. L'altre, Estocolm-Bromma, està situat al nord-oest del centre de la ciutat però té menys capacitat d'avions. Els aeroports d'Estocolm-Skavsta i d'Estocolm-Västerås es troben a més de 100 km de la capital. Estocolm-Arlanda és un dels principals centres de connexions de Scandinavian Airlines i de Norwegian Air Shuttle.